# Scaphocalanus pseudobrevirostris
Scaphocalanus pseudobrevirostris is een eenoogkreeftjessoort uit de familie van de Scolecitrichidae. De wetenschappelijke naam van de soort is voor het eerst geldig gepubliceerd in 1987 door Schulz.